# Podgórzyn (gemeente)
De gemeente Podgórzyn is een landgemeente in het Poolse woiwodschap Neder-Silezië, in powiat Jeleniogórski.
De zetel van de gemeente is in Podgórzyn.
Op 30 juni 2004 telde de gemeente 7824 inwoners.

## Oppervlakte gegevens
In 2002 bedroeg de totale oppervlakte van gemeente Podgórzyn 82,47 km², waarvan:
- agrarisch gebied: 37%
- bossen: 51%

De gemeente beslaat 13,13% van de totale oppervlakte van de powiat.

## Demografie
Stand op 30 juni 2004:
| Omschrijving                   | Totaal | Totaal | Vrouwen | Vrouwen | Mannen | Mannen |
| ------------------------------ | ------ | ------ | ------- | ------- | ------ | ------ |
| eenheid                        | aantal | %      | aantal  | %       | aantal | %      |
| inwoners                       | 7824   | 100    | 4027    | 51,5    | 3797   | 48,5   |
| bevolkingsdichtheid (inw./km²) | 94,9   | 94,9   | 48,8    | 48,8    | 46     | 46     |

In 2002 bedroeg het gemiddelde inkomen per inwoner 1429,66 zł.

## Administratieve plaatsen (sołectwo)
Borowice, Głębock, Marczyce, Miłków, Podgórzyn, Przesieka, Sosnówka, Staniszów, Ściegny, Zachełmie.

## Aangrenzende gemeenten
Jelenia Góra, Karpacz, Kowary, Mysłakowice, Piechowice. De gemeente grenst aan Tsjechië.